# Dreadlock Holiday
Dreadlock Holiday is een reggaenummer van de Britse band 10cc. Het nummer is afkomstig van het zesde studioalbum Bloody Tourists uit september 1978. Op 21 juli dat jaar werd het nummer wereldwijd op single uitgebracht.

## Achtergrond
De plaat gaat over een toerist die in Jamaica doorlopend wordt lastiggevallen door mensen die geld van hem willen hebben. Het verhaal is gebaseerd op de ervaringen van Eric Stewart tijdens zijn vakantie op Barbados en Graham Gouldmans ervaringen tijdens zijn vakantie op Jamaica. De zin I don't like cricket, oh no, I love it was het antwoord van een medewerker van het hotel toen Gouldman hem vroeg of hij cricket leuk vindt. De reggaestijl van het nummer sluit aan op dit verhaal. De groep 10cc speelt gewoonlijk geen reggae, maar artrock.
B-kant was Nothing Can Move Me, dat niet op het album stond. De plaat werd gecoverd door Boney M. op het album Eye Dance uit 1985.

## Musici
- Graham Gouldman - zang, basgitaar, gitaar, Cabase, achtergrondzang
- Eric Stewart - elektrische piano, orgel, maraca's, achtergrondzang
- Rick Fenn - gitaar, achtergrondzang, orgel
- Stuart Tosh - slagwerk, achtergrondzang, tamboerijn
- Duncan Mackay - Yamaha CS80
- Paul Burgess - koebel, congas, marimba, triangel, A Go Go Bells, timbales

## Hitnoteringen
De plaat werd een wereldwijde hit. In thuisland het Verenigd Koninkrijk bereikte de plaat de nummer 1-positie in de UK Singles Chart. In Ierland en Australië werd de 2e positie bereikt. Alleen in de Verenigde Staten en Canada was de plaat niet echt succesvol met respectievelijk een 44e en 30e positie in de hitlijsten.
In Nederland werd de plaat door dj Frits Spits veel gedraaid in zijn populaire NOS radioprogramma De Avondspits op Hilversum 3 en werd een gigantische hit in de destijds drie landelijke hitlijsten op de nationale publieke popzender. De plaat stond drie weken op nummer 1 in de Nederlandse Top 40, vijf weken op 1 in de TROS Top 50 en vier weken op 1 in de Nationale Hitparade. In de Europese hitlijst op Hilversum 3, de TROS Europarade, werd de 3e positie bereikt.
In België bereikte de plaat eveneens de nummer 1-positie in zowel de voorloper van de Vlaamse Ultratop 50 als de Vlaamse Radio 2 Top 30. In Wallonië werd géén notering behaald.
Sinds de allereerste editie in december 1999 staat de plaat onafgebroken genoteerd in de jaarlijkse NPO Radio 2 Top 2000 van de Nederlandse publieke radiozender NPO Radio 2, met als hoogste notering een 37e positie in 2007.

### Nederlandse Top 40
| Hitnotering: 16-09-1978 t/m 13-01-1979 | Hitnotering: 16-09-1978 t/m 13-01-1979 | Hitnotering: 16-09-1978 t/m 13-01-1979 | Hitnotering: 16-09-1978 t/m 13-01-1979 | Hitnotering: 16-09-1978 t/m 13-01-1979 | Hitnotering: 16-09-1978 t/m 13-01-1979 | Hitnotering: 16-09-1978 t/m 13-01-1979 | Hitnotering: 16-09-1978 t/m 13-01-1979 | Hitnotering: 16-09-1978 t/m 13-01-1979 | Hitnotering: 16-09-1978 t/m 13-01-1979 | Hitnotering: 16-09-1978 t/m 13-01-1979 | Hitnotering: 16-09-1978 t/m 13-01-1979 | Hitnotering: 16-09-1978 t/m 13-01-1979 | Hitnotering: 16-09-1978 t/m 13-01-1979 | Hitnotering: 16-09-1978 t/m 13-01-1979 | Hitnotering: 16-09-1978 t/m 13-01-1979 | Hitnotering: 16-09-1978 t/m 13-01-1979 | Hitnotering: 16-09-1978 t/m 13-01-1979 | Hitnotering: 16-09-1978 t/m 13-01-1979 |
| Week:                                  | 1                                      | 2                                      | 3                                      | 4                                      | 5                                      | 6                                      | 7                                      | 8                                      | 9                                      | 10                                     | 11                                     | 12                                     | 13                                     | 14                                     | 15                                     | 16                                     | 17                                     |                                        |
| -------------------------------------- | -------------------------------------- | -------------------------------------- | -------------------------------------- | -------------------------------------- | -------------------------------------- | -------------------------------------- | -------------------------------------- | -------------------------------------- | -------------------------------------- | -------------------------------------- | -------------------------------------- | -------------------------------------- | -------------------------------------- | -------------------------------------- | -------------------------------------- | -------------------------------------- | -------------------------------------- | -------------------------------------- |
| Positie:                               | 29                                     | 24                                     | 17                                     | 15                                     | 11                                     | 7                                      | 3                                      | 2                                      | 1                                      | 1                                      | 1                                      | 2                                      | 3                                      | 5                                      | 13                                     | 24                                     | 39                                     | uit                                    |

### Nationale Hitparade
| Hitnotering: 26-08-1978 t/m 27-01-1979 | Hitnotering: 26-08-1978 t/m 27-01-1979 | Hitnotering: 26-08-1978 t/m 27-01-1979 | Hitnotering: 26-08-1978 t/m 27-01-1979 | Hitnotering: 26-08-1978 t/m 27-01-1979 | Hitnotering: 26-08-1978 t/m 27-01-1979 | Hitnotering: 26-08-1978 t/m 27-01-1979 | Hitnotering: 26-08-1978 t/m 27-01-1979 | Hitnotering: 26-08-1978 t/m 27-01-1979 | Hitnotering: 26-08-1978 t/m 27-01-1979 | Hitnotering: 26-08-1978 t/m 27-01-1979 | Hitnotering: 26-08-1978 t/m 27-01-1979 | Hitnotering: 26-08-1978 t/m 27-01-1979 | Hitnotering: 26-08-1978 t/m 27-01-1979 | Hitnotering: 26-08-1978 t/m 27-01-1979 | Hitnotering: 26-08-1978 t/m 27-01-1979 | Hitnotering: 26-08-1978 t/m 27-01-1979 | Hitnotering: 26-08-1978 t/m 27-01-1979 | Hitnotering: 26-08-1978 t/m 27-01-1979 | Hitnotering: 26-08-1978 t/m 27-01-1979 | Hitnotering: 26-08-1978 t/m 27-01-1979 | Hitnotering: 26-08-1978 t/m 27-01-1979 | Hitnotering: 26-08-1978 t/m 27-01-1979 | Hitnotering: 26-08-1978 t/m 27-01-1979 | Hitnotering: 26-08-1978 t/m 27-01-1979 |
| Week:                                  | 1                                      | 2                                      | 3                                      | 4                                      | 5                                      | 6                                      | 7                                      | 8                                      | 9                                      | 10                                     | 11                                     | 12                                     | 13                                     | 14                                     | 15                                     | 16                                     | 17                                     | 18                                     | 19                                     | 20                                     | 21                                     | 22                                     | 23                                     |                                        |
| -------------------------------------- | -------------------------------------- | -------------------------------------- | -------------------------------------- | -------------------------------------- | -------------------------------------- | -------------------------------------- | -------------------------------------- | -------------------------------------- | -------------------------------------- | -------------------------------------- | -------------------------------------- | -------------------------------------- | -------------------------------------- | -------------------------------------- | -------------------------------------- | -------------------------------------- | -------------------------------------- | -------------------------------------- | -------------------------------------- | -------------------------------------- | -------------------------------------- | -------------------------------------- | -------------------------------------- | -------------------------------------- |
| Positie:                               | 49                                     | 47                                     | 36                                     | 33                                     | 29                                     | 27                                     | 19                                     | 14                                     | 10                                     | 10                                     | 3                                      | 1                                      | 1                                      | 1                                      | 1                                      | 3                                      | 5                                      | 7                                      | 14                                     | 26                                     | 27                                     | 28                                     | 45                                     | uit                                    |

### TROS Top 50
Hitnotering: 14-09-1978 t/m 18-01-1979. Hoogste notering: #1 (5 weken).

### TROS Europarade
Hitnotering: 23-09-1978 t/m 30-12-1978. Hoogste notering: #3 (1 week).

### Evergreen Top 1000
| Evergreen Top 1000 "Dreadlock Holiday" | Evergreen Top 1000 "Dreadlock Holiday" | Evergreen Top 1000 "Dreadlock Holiday" | Evergreen Top 1000 "Dreadlock Holiday" | Evergreen Top 1000 "Dreadlock Holiday" | Evergreen Top 1000 "Dreadlock Holiday" | Evergreen Top 1000 "Dreadlock Holiday" | Evergreen Top 1000 "Dreadlock Holiday" | Evergreen Top 1000 "Dreadlock Holiday" | Evergreen Top 1000 "Dreadlock Holiday" | Evergreen Top 1000 "Dreadlock Holiday" |
| Jaar                                   | 2008                                   | 2009                                   | 2010                                   | 2011                                   | 2012                                   | 2013                                   | 2014                                   | 2015                                   | 2016                                   | 2017                                   |
| -------------------------------------- | -------------------------------------- | -------------------------------------- | -------------------------------------- | -------------------------------------- | -------------------------------------- | -------------------------------------- | -------------------------------------- | -------------------------------------- | -------------------------------------- | -------------------------------------- |
| Positie                                | -                                      | -                                      | -                                      | -                                      | -                                      | -                                      | -                                      | 487                                    | 664                                    | 451                                    |

### NPO Radio 2 Top 2000
| Nummer met noteringen in de NPO Radio 2 Top 2000 | '99 | '00 | '01 | '02 | '03 | '04 | '05 | '06 | '07 | '08 | '09 | '10 | '11 | '12 | '13 | '14 | '15 | '16 | '17 | '18 | '19 | '20 | '21 | '22 | '23 | '24 |
| ------------------------------------------------ | --- | --- | --- | --- | --- | --- | --- | --- | --- | --- | --- | --- | --- | --- | --- | --- | --- | --- | --- | --- | --- | --- | --- | --- | --- | --- |
| Dreadlock Holiday                                | 62  | 61  | 43  | 45  | 41  | 52  | 59  | 61  | 37  | 47  | 113 | 303 | 91  | 214 | 298 | 192 | 285 | 261 | 223 | 528 | 598 | 564 | 656 | 713 | 706 | 681 |

1. ↑  Een vetgedrukt getal geeft de hoogste notering aan.

Graham Gouldman · Eric Stewart · Kevin Godley · Lol Creme

Paul Burgess · Rick Fenn · Stuart Tosh · Duncan Mackay · Tony O'Malley